# 4931 Tomsk
4931 Tomsk è un asteroide della fascia principale. Scoperto nel 1983, presenta un'orbita caratterizzata da un semiasse maggiore pari a 2,5785037 UA e da un'eccentricità di 0,2823402, inclinata di 23,18462° rispetto all'eclittica.
Prende il suo nome dalla città russa di Tomsk.